# Finland är svenskt
Finland är svenskt, finskspråkig titel Suomi on ruotsalainen, är en dokumentärserie som sändes i YLE under 2013. Serien handlar om Finlands nationella identitet, och hur den påverkats av Sverige.

## Avsnitt
- Identitet
- Historia
- Religion
- Ekonomi
- Språk och skola
- Lag och demokrati
- Välfärdsstat
- Mat och dryck
- Arkitektur